# Columbina
Columbina és un gènere d'ocells de la família dels colúmbids (Columbidae) que viuen al Nou Món.

## Taxonomia
El gènere va ser introduït el 1825 pel naturalista alemany Johann Baptist von Spix. El nom prové del llatí «columbinus» que significa “d'un colom” o “com un colom”. L'espècie tipus va ser designada com a C. strepitans pel zoòleg anglès George Robert Gray el 1841. Aquest tàxon es considera ara com una subespècie de la tórtora terrestre picui (Columbina picui strepitans).
Segons la Classificació del Congrés Ornitològic Internacional (versió 14.2, 2024) aquest gènere està format per 9 espècies:
- tórtora terrestre de l'Equador (Columbina buckleyi).
- tórtora terrestre becgroga (Columbina cruziana).
- tórtora terrestre ullblava (Columbina cyanopis).
- tortoreta inca (Columbina inca).
- tórtora terrestre menuda (Columbina minuta).
- tórtora terrestre comuna (Columbina passerina).
- tórtora terrestre picuí (Columbina picui).
- tortoreta escatosa (Columbina squammata).
- tórtora terrestre rogenca (Columbina talpacoti).